# Prociphilus take
Prociphilus take är en insektsart som först beskrevs av Shinji 1922.  Prociphilus take ingår i släktet Prociphilus och familjen långrörsbladlöss. Inga underarter finns listade i Catalogue of Life.